# Най-добрият ми приятел е маймуна
„Най-добрият ми приятел е маймуна“ (на английски: My Gym Partner's a Monkey) е американски анимационен сериал, излъчващ се по Cartoon Network от 2005 до 2008 г. Главните герои са Адам – момчето и Джейк – маймуната, озвучават се от Ника Футерман и Том Кени.

## „Най-добрият ми приятел е маймуна“ в България
На 1 октомври 2009 г. започва излъчване от локалната версия на Cartoon Network на български език и завършва през 2016 г.

### Нахсинхронен дублаж
| Роля                | Изпълнител |
| ------------------- | --- |
| Адам                | Ася Рачева |
| Джейк               | Мариан Бачев |
| Г-н Мандрил         | Васил Бинев |
| Директор Жабокряк   | Петър Върбанов |
| Г-жа Глиганска      | Венета Зюмбюлева |
| Г-жа Хамелеон       | Венета Зюмбюлева |
| Тренер Гилс         | Емил Емилов |
| Г-н Носорог         | Цветан Ватев |
| Съсльо              | Илиян Пенев |
| Хенри               | Илиян Пенев |
| Уиндзор             | Росен Плосков |
| Други гласове       | Христо Бонин Станислав Димитров Ирина Маринова Живка Донева Цанко Тасев Любомир Фърков Лидия Вълкова Боряна Йорданова Анатоли Божинов Ненчо Балабанов |
| Вокални изпълнители | Ася Рачева Мариан Бачев |

| Обработка           | Доли Медия Студио |
| ------------------- | ----------------- |
| Режисьор на дублажа | Даниела Горанова  |